# 世界的盡頭 (單曲)
《世界的盡頭》（この世の限り，Kono Yo no Kagiri／Memory）是日本女歌手椎名林檎、管弦家齋藤毅和日本男歌手椎名純平合作的單曲，由東芝EMI／Virgin Music於2007年1月17日發行。在跨業合作部分，A面歌曲「世界的盡頭」是電影《惡女花魁》的片尾曲。
在單曲銷售成績方面，本張單曲在日本Oricon銷售榜上最高位居單週第8名，名列2007年年度銷售榜第147位。而在銷售認證上，單曲《世界的盡頭》銷售突破10萬張，在2007年1月通過日本唱片協會認定為金唱片。

## 單曲概要
《世界的盡頭》是椎名林檎繼2003年11月發表《蘋果之歌》後，睽違三年再度以發行作品，但並不是以「椎名林檎」為名義，而是再加上擔任整張專輯編曲重心的「齋藤毅」與合唱者「椎名純平」後，以「椎名林檎×齋藤毅＋椎名純平」為名義發行的單曲。歌迷認為椎名林檎沒有以個人名義發表作品是為了堅守當初在接受雜誌訪問時「再出三張作品就結束個人形式的演唱生涯」的承諾。
但椎名林檎現今的事業重心在樂團東京事變上，也讓她一度考慮以東京事變的型態來完成電影的配樂，不過鼓手刄田綴色的骨折、鋼琴手伊澤一葉腱鞘炎的影響，讓樂團必須先休息一段時間，來等待樂手的康復，再加上《惡女花魁》所需要的音樂和東京事變所演奏的是完全不同的風格，這兩者讓椎名林檎最後決定以個人名義擔任音樂監督。而「世界的盡頭」這首歌正是電影《惡女花魁》的片尾曲。
本張單曲中的所有歌曲都有收錄至日後發行的電影原聲帶《平成風俗》中，但歌曲「錯亂」被改編後以「錯亂 TERRA ver.」為名義收錄，同樣的「短暫少女」也被改編後以「短暫少女 TAMEIKESANNOH ver.」為名義收錄。
在單曲發售時程上，新單曲發行的消息最早於2006年10月31日就在官網發佈，到了2007年1月5日則發表單曲音樂錄影帶。日本於01月17日發行單曲，01月18日則開始接受數位下載，台灣則是等到01月19日當天同步發行進口版與台壓版。
最後，在單曲銷售成績方面，本張單曲在發行當週以3.3萬張的銷售量在日本Oricon銷售榜上位居第8名，總計在Oriocn銷售榜上榜9週，累積銷售達5.4萬張，名列2007年年度銷售榜第147位。同時，單曲銷售突破10萬張，在2007年1月通過日本唱片協會認定為金唱片。

### 音樂錄影帶

各司其職的舞群

在歌曲「世界的盡頭」的音樂錄影帶中，導演番場秀一將主軸定位為「希望」，像是音樂錄影帶選在黎明破曉時拍攝、椎名兄妹仰望天空唱歌、往天空自由飛去的氣球、或是仙女棒等皆是光明的象徵，而各司其職的舞蹈群們各自演奏自己熱愛的工作所變身成的樂器，在自己的領域裡愉悅的生活著，成功的呼應著歌詞的主旨「希望」。

### 跨業合作
- 「世界的盡頭」

（Asmik Ace）電影‘惡女花魁’的片尾曲

## 曲目
| 椎名林檎×齋藤毅+椎名純平【世界的盡頭】 | 椎名林檎×齋藤毅+椎名純平【世界的盡頭】 | 椎名林檎×齋藤毅+椎名純平【世界的盡頭】 | 椎名林檎×齋藤毅+椎名純平【世界的盡頭】 | 椎名林檎×齋藤毅+椎名純平【世界的盡頭】 | 椎名林檎×齋藤毅+椎名純平【世界的盡頭】 |
| 曲序                                   | 曲目                                   |                                        | 作曲                                   | {{{extra_column}}}                     | 时长                                   |
| -------------------------------------- | -------------------------------------- | -------------------------------------- | -------------------------------------- | -------------------------------------- | -------------------------------------- |
| 1.                                     | 世界的盡頭                             | 椎名林檎                               | 椎名林檎                               | 齋藤毅                                 | 3:31                                   |
| 2.                                     | 錯亂 ONKIO ver.                        | 椎名林檎                               | 椎名林檎                               | 齋藤毅                                 | 3:28                                   |
| 3.                                     | 短暫少女 HITOKUCHIZAKA ver.（器樂曲）  |                                        | 椎名林檎                               | 齋藤毅                                 | 3:10                                   |
| 总时长：                               | 总时长：                               | 总时长：                               | 总时长：                               | 总时长：                               | 10:09                                  |

### 曲目介紹
1. 世界的盡頭（日語：この世の限り）
  - 收錄於《平成風俗》專輯中

歌曲是由椎名林檎和椎名純平合唱。椎名林檎認為這首歌的歌詞唱出了家族所愛好的事務「歌唱」 [注 1]，而這首歌曲的風格也是椎名林檎演藝生涯第一次的嘗試。此外，椎名林檎在2008年舉辦十周年紀念演唱會《（生）林檎博'08　～10周年記念祭～》中提到，她希望能再度作出類似的曲子，也在演唱會上特別感謝齋藤毅的幫忙。
2. 錯亂 ONKIO ver.（日語：錯乱 ONKIO ver.）
  - 收錄於《我．放電》專輯中

歌手長谷川清（日语：長谷川きよし）參與本首歌曲的吉他演奏。而收錄椎名林檎和長谷川清在2005年共同演出的演唱會《第一回林檎班大會 ADULT ONLY》的影音專輯，也剛好與收錄此單曲的《平成風俗》同日發售
3. 短暫少女 HITOKUCHIZAKA ver.（日語：カリソメ乙女 HITOKUCHIZAKA ver.）
  - 收錄於《我．放電》專輯中

歌曲副標題的命名由來是因為在一口坂錄音室（日语：一口坂スタジオ）[注 2]中錄製。

## 演出人員及後製
| １世界的盡頭 3'31" ３短暫少女 HITOKUCHIZAKA ver. 3'10" | ２錯亂 ONKIO ver. 3'28" 後製資訊 |

## 銷售排行

### Oricon 銷售榜(日本)
《世界的盡頭》於01月17日發行單曲。發行首週，在日本公信榜Oricon的單曲榜2007年1月第3週付的榜單中以33,077張銷售量居單週第八名，同週冠軍是銷售量突破14萬大關的搖滾樂團GLAY的單曲「100萬次的KISS」，第二名則是銷售13萬張的歌舞團體EXILE的單曲「Lovers Again」。第二週則以銷售量9,351張位居14位。總計《世界的盡頭》在日本公信榜Oricon的單曲榜上榜9週，累積銷售達5.4萬張，名列2007年年度銷售榜第147位。。
| 名稱                     | Oricon銷售榜 | 初登場 | 初登場 | 最高  | 最高   | 總銷售量 | 累積上榜次數 |
| 名稱                     | Oricon銷售榜 | 排 行  | 銷售量 | 排 行 | 銷售量 | 總銷售量 | 累積上榜次數 |
| ------------------------ | ------------ | ------ | ------ | ----- | ------ | -------- | ------------ |
| 2007年1月17日 世界的盡頭 | 週銷售排行榜 | #8     | 33,077 | #8    | 33,077 | 53,868   | 9週          |
| 2007年1月17日 世界的盡頭 | 月銷售排行榜 | #18    | 33,077 | #18   | 33,077 | 53,868   | 9週          |
| 2007年1月17日 世界的盡頭 | 年銷售排行榜 | #147   | 53,868 | #147  | 53,868 | 53,868   | 9週          |

### 其他銷售榜
| 排行榜名稱                         | 最高排名 |
| ---------------------------------- | -------- |
| (日本) Soundscan：CD Single Top 20 | #8       |
| (日本) CDTV Top 100                | #7       |
| (日本) RIAJ數位下載榜              | #49      |
| (日本) Music Station               | #8       |
| (日本) 台灣五大唱片：日韓榜        | #6       |

### 銷售認證
| 認證單位              | 銷量             |
| --------------------- | ---------------- |
| (日本) RIAJ：單曲銷售 | 金唱片 (100,000) |

## 發行歷史
| 國家 | 發行日期      | 發行形式       | 唱片公司              | 商品編號   |
| ---- | ------------- | -------------- | --------------------- | ---------- |
| 日本 | 2007年1月17日 | CD             | 東芝EMI／Virgin Music | TOCT-40084 |
| 台灣 | 2007年1月19日 | CD(進口初回盤) | 東芝EMI／Virgin Music | TOCT-40084 |
| 台灣 | 2007年1月19日 | CD(台壓盤)     | 金牌大風              | 38705222   |

## 宣傳行程
| 類型 | 日期       | 名稱                        |
| ---- | ---------- | --------------------------- |
| 電視 | 2007/01/19 | 【朝日電視台】MUSIC STATION |
| 電視 | 2007/01/20 | 【TBS】COUNTDOWN TV         |

## 脚注